# Národně demokratická aliance
Národně demokratická aliance (NDA) je koalice indických pravicových stran. Vznikla roku 1998, hlavním členem je Bháratíja džantá. NDA je nyní v opozici proti vládní koalici JPA, vedenou Indickým národním kongresem. V současné době vlastní 186 křesel (34 % mandátů indického parlamentu), z nichž 138 náleží Bháratíja džantá.
Členy koalice jsou:
- Bháratíja džantá – hinduistická nacionalistická strana
- Telugu Desam Party – regionalistická strana, viz Telugové
- Všeindická Anná drávidská pokroková federace